# Centrale Bank van Curaçao en Sint Maarten

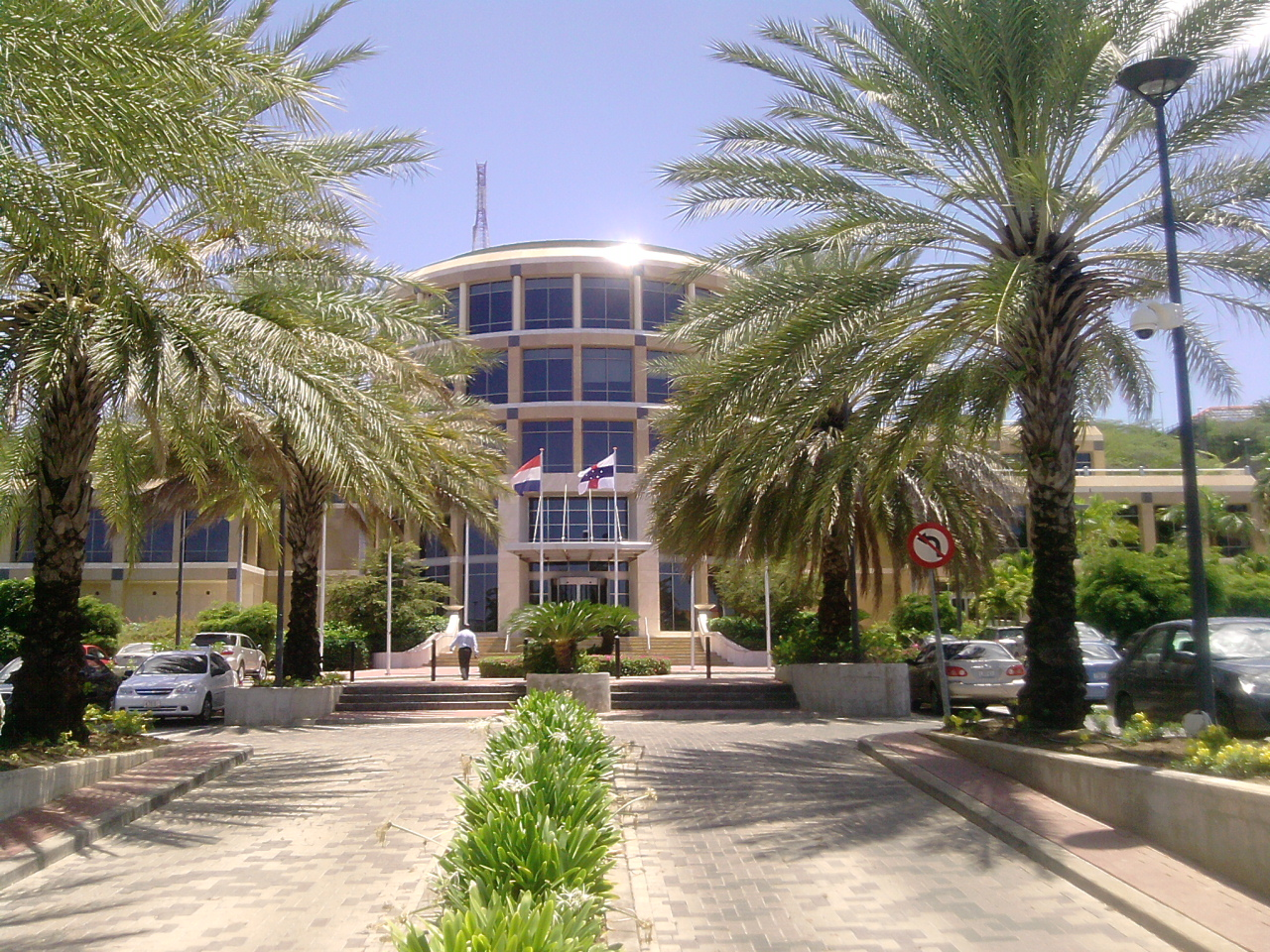
Bankens huvudkontor i Willemstad.

Centrale Bank van Curaçao en Sint Maarten (tidigare Bank van de Nederlandse Antillen) är centralbank för Curaçao och Sint Maarten. Banken, som tidigare var centralbank för före detta Nederländska Antillerna, fick sitt nuvarande namn 2010 då 
Curaçao och Sint Marten fick status som autonoma länder inom Konungariket Nederländerna. 
Banken grundades i februari 1828 som Curaçao Bank och har huvudkontoret i Willemstad på Curaçao.